# Dusona disclusa
Dusona disclusa là một loài tò vò trong họ Ichneumonidae.